# 林孝輝
林 孝輝（はやし こうき）は、北海道浦河郡浦河町西幌別にある林孝輝牧場の代表者で、競走馬（サラブレッド）生産者。日本中央競馬会（JRA）に馬主登録されており、勝負服の柄は紫、白袖、桃鋸歯形を使用している。
牧場は家族経営であり、先代の林喜久治が開設した。2006年時点では9頭から10頭の繁殖牝馬を繋養していた。

## おもな生産馬

### 林喜久治牧場
- シーキャリアー（1991年七夕賞[2]）
- ワンダーステラ（1997年桜花賞4着[1][4]）

### 林孝輝牧場
- メイショウサムソン（2006年スプリングステークス[2]、皐月賞[1]、東京優駿、2007年大阪杯、天皇賞（春）[3]、天皇賞（秋））
- マイネルボウノット（2006年佐賀記念[1][2]、東海ステークス2着）
- フロンテアクイーン（2019年中山牝馬ステークス[5]）

## おもな繋養馬
- マイヴィヴィアン（メイショウサムソンの母）[1][2]
- ワンダーステラ[4]